# Темоак
Темоак (исп. Temoac) — посёлок и административный центр одноимённого муниципалитета в мексиканском штате Морелос. Численность населения, по данным переписи 2010 года, составила 5799 человек.

## Общие сведения
Название Temoac происходит из языка науатль и его можно перевести как: мелководье.

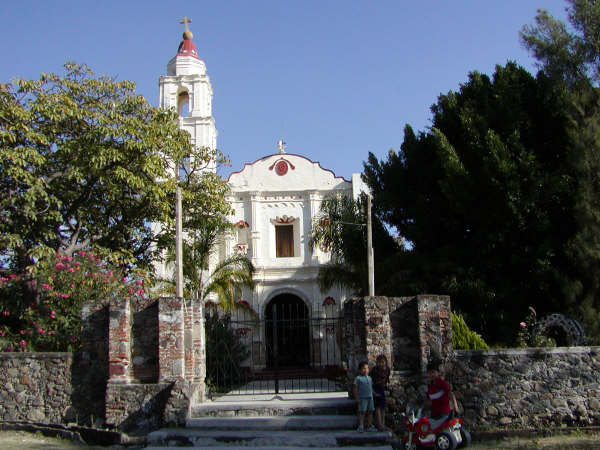
Церковь Сан Хосе